# Municipio de San Antonio Ilotenango
Municipio de San Antonio Ilotenango är en kommun i Guatemala.   Den ligger i departementet Departamento del Quiché, i den västra delen av landet, 80 km nordväst om huvudstaden Guatemala City.